# Den botfärdiga Magdalena (Caravaggio)
Den botfärdiga Magdalena (italienska: Maddalena penitente) är en tidig oljemålning av den italienske barockkonstnären Caravaggio. Den målades omkring 1597 och ingår i samlingarna på Galleria Doria Pamphilj i Rom.
Maria från Magdala, eller Maria Magdalena, beskrivs i Nya testamentet som en viktig ledargestalt i den tidiga kristna rörelsen. Hon förknippas ofta med den i Lukasevangeliet (7:36–50) namnlösa synderska som i fariséen Simons hus kom till Jesus med en flaska balsam, "vätte hans fötter med sina tårar och torkade dem med sitt hår, och hon kysste hans fötter och smorde dem med sin balsam". Hennes helgonattribut är ett smörjelsekärl med balsam, vilket är avbildat nedan till vänster. Attributet symboliserar hennes botgörelse som var ett populärt tema i det italienska måleriet under den katolska motreformationen. Den tidigare synderskan symboliserade frälsning genom biktens sakrament. Ångerfull över sitt syndiga leverne har hon kastat sina smycken på golvet.  
Den är en av de första kända religiösa målningarna av konstnären. Helgonet är realistiskt avbildad och verket kan misstas för en vanlig genrebild. Det verkar som Caravaggio använde samma modell för Maria från Magdala som för Jungfru Maria i den ungefär samtidigt målade Vila under flykten till Egypten. Dessa båda målningar förvärvades 1650 av Olimpia Aldobrandini. Hon var gift med Camillo Pamphili och båda målningarna tillhör alltjämt familjen och är utställda på Galleria Doria Pamphilj.